# März 1986
Portal Geschichte | Portal Biografien | Aktuelle Ereignisse | Jahreskalender | Tagesartikel

◄ |
19. Jahrhundert |
20. Jahrhundert
| 21. Jahrhundert

◄ |
1950er |
1960er |
1970er |
1980er
| 1990er | 2000er | 2010er | ►

◄ |
1982 |
1983 |
1984 |
1985 |
1986
| 1987 | 1988 | 1989 | 1990 | ►

◄ |
Dezember 1985 |
Januar 1986 |
Februar 1986 |
März 1986 |
April 1986 |
Mai 1986 |
Juni 1986 |
►
Dieser Artikel behandelt aktuelle Nachrichten und Ereignisse im März 1986.

## Tagesgeschehen

### Samstag, 1. März 1986
- Stockholm/Schweden: Nach dem Mord an Ministerpräsident Olof Palme von der Sozialdemokratischen Arbeiterpartei am 28. Februar übernimmt Ingvar Carlsson sowohl den Parteivorsitz als auch das höchste Regierungsamt des Landes.[1]

### Sonntag, 2. März 1986

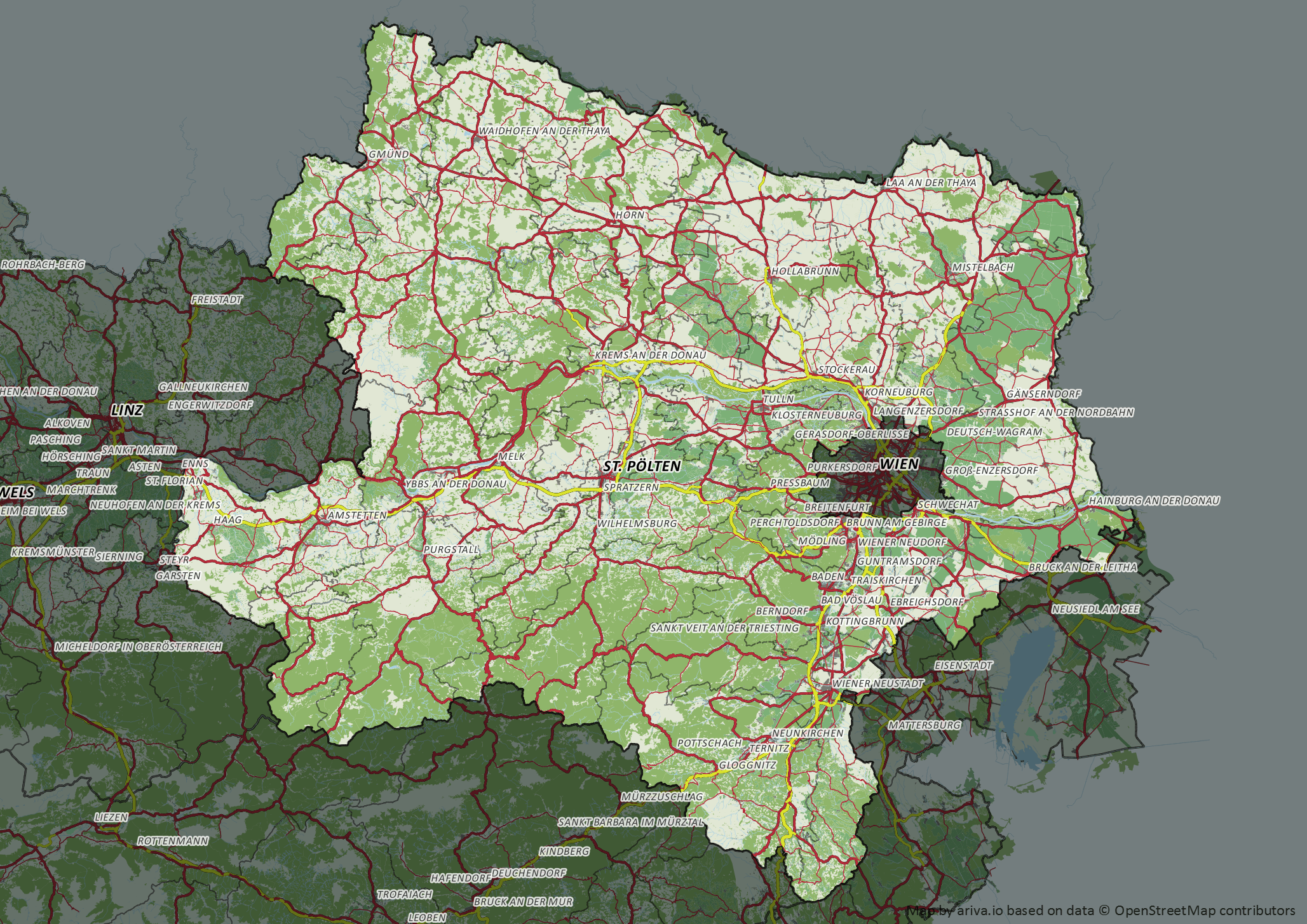
Niederösterreich

- Wien/Österreich: Die zweitägige Volksbefragung zur Klärung der Hauptstadtfrage Niederösterreichs endet mit einem Votum für die Benennung einer eigenen Landeshauptstadt, 45 % der Wähler favorisieren dabei St. Pölten. Seit November 1920 ist Wien eine von Niederösterreich umschlossene, politisch eigenständige Insel und noch immer Sitz des Landtags von Niederösterreich.[2]

### Freitag, 7. März 1986
- Berlin/Deutschland: Aus der Sendung „Jugendstudio DT64“ im Berliner Rundfunk wird ein reguläres Jugendradio. Der neue UKW-Sender trägt den Namen DT64.[3]
- Kairo/Ägypten: Gastgeber Ägypten verliert im Eröffnungsspiel der 15. Fußball-Afrikameisterschaft 0:1 gegen den Senegal.[4]

### Samstag, 8. März 1986
- Zürich/Schweiz: Jugoslawien wird Weltmeister im Handball durch einen 24:22-Sieg im Finale der 11. Männer-WM gegen Ungarn.[5]

### Dienstag, 11. März 1986
- Faw/Irak: Im Golfkrieg schlagen die Streitkräfte des Iran eine letzte Offensive der Streitkräfte des Irak nach dreiwöchigen Kämpfen um die Halbinsel Faw zurück. Sie ist der südlichste Landesteil des Irak, welcher weiterhin von seinem einzigen Tiefwasserhafen in Umm Qasr abgeschnitten ist.[6]

### Mittwoch, 12. März 1986
- Hannover/Deutschland: Der Ausstellungsbereich Centrum für Büroautomation, Informationstechnologie und Telekommunikation der Hannover-Messe öffnet unter dem Namen „Hannover Messe CeBit“ zum ersten Mal als eigenständige Messe. Zeitlich separiert von der eigentlichen Hannover-Messe kann die CeBIT auf 200.000 m³ statt auf den gewohnten 70.000 m³ stattfinden.[7]
- Madrid/Spanien: In einem für die Regierung nicht verbindlichen Referendum sprechen sich 52,5 % der teilnehmenden Stimmberechtigten für eine Mitgliedschaft Spaniens im Militärbündnis NATO aus.[8]

### Sonntag, 16. März 1986

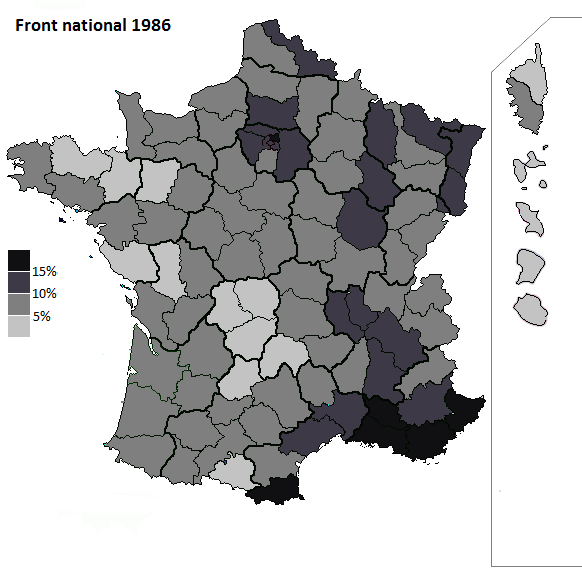
In Paris und im Süden ist der Front National am stärksten

- Bern/Schweiz: In einer Volksabstimmung lehnen die Schweizer bei einer Wahlbeteiligung von 50,7 % den Beitritt der Eidgenossenschaft zu den Vereinten Nationen (UN) ab. Dabei stimmen circa drei Viertel der Teilnehmenden gegen die UN-Mitgliedschaft. Ihr Hauptmotiv ist die Wahrung der Neutralität der Schweiz.[9]
- Paris/Frankreich: Das konservative Wahlbündnis aus der Sammlungsbewegung für die Republik und der Union für die französische Demokratie erreicht bei der Parlamentswahl die absolute Mehrheit. Am rechten politischen Rand verbucht die neoliberale, rechtspopulistische Partei Front National mit 35 gewonnenen Sitzen das beste nationale Ergebnis in ihrer Geschichte.[10]

### Freitag, 21. März 1986
- Kairo/Ägypten: Gastgeber Ägypten siegt im Finale der 15. Fußball-Afrikameisterschaft gegen Kamerun nach Elfmeterschießen.[11]

### Sonntag, 23. März 1986
- Bromont/Kanada: In der Gesamtwertung der Herren-Wettbewerbe des Alpinen Skiweltcups 1985/86 belegt der Luxemburger Marc Girardelli nach dem letzten Rennen Platz 1. Bei den Damen gewinnt Maria Walliser aus der Schweiz den Gesamt-Weltcup.[12][13]

### Montag, 24. März 1986
- Los Angeles/Vereinigte Staaten: Bei den 58. Academy Awards der Filmbranche wird Jenseits von Afrika des amerikanischen Regisseur Sydney Pollack als bester Film prämiert. Der bereits neunmal für die beste Hauptrolle nominierte und nie ausgezeichnete amerikanische Schauspieler Paul Newman (u. a. Die Katze auf dem heißen Blechdach) erhält den Ehrenoscar für sein Gesamtwerk.[14][15]
- Mailand/Italien: Die AC Milan, einer der erfolgreichsten Vereine des europäischen Fußballs, erhält mit Silvio Berlusconi einen ambitionierten neuen Präsidenten. Berlusconi ist Bauinvestor, dirigiert mehrere private TV-Programme und gilt als guter Freund des italienischen Regierungschefs Bettino Craxi.[16]

### Samstag, 29. März 1986

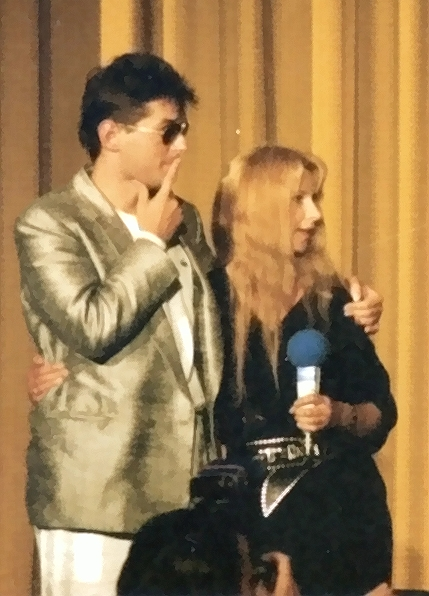
Falco (links)

- New York/Vereinigte Staaten: Erstmals steht ein größtenteils deutsch gesungener Titel auf Position 1 der US-Charts der Zeitschrift Billboard. Es ist das Lied Rock Me Amadeus des Wiener Künstlers Falco nach einer Idee der niederländischen Komponisten Robert und Ferdinand Bolland.[17]

### Montag, 31. März 1986
- Michoacán/Mexiko: Ein Flugzeug vom Typ Boeing 727 der Fluggesellschaft Mexicana de Aviación gerät im Flug außer Kontrolle, nachdem das Platzen eines Reifens schwere Beschädigungen an technischen Einrichtungen auslöst. Vor der beabsichtigten Notlandung auf dem Flughafen Mexiko-Stadt stürzt es bei Maravatio im Bundesstaat Michoacán mit 167 Insassen ins Gebirge. Es gibt keine Überlebenden.[18]
- Wackersdorf/Deutschland: Circa 100.000 Atomkraftgegner ziehen im Protestmarsch zur Baustelle der Wiederaufarbeitungsanlage Wackersdorf (WAW) der Deutschen Gesellschaft für Wiederaufarbeitung von Kernbrennstoffen. Der Großteil der Demonstranten verhält sich friedlich, doch aus dem sogenannten „Chaoten-Eck“ heraus entwickelt sich Krawall. Die Polizei setzt CS-Gas ein. Mit dem Bau der WAW wurde im Dezember 1985 begonnen. Das Projekt stößt auf breite Ablehnung, selbst unter lokalen Politikern.[19]

## Weblinks

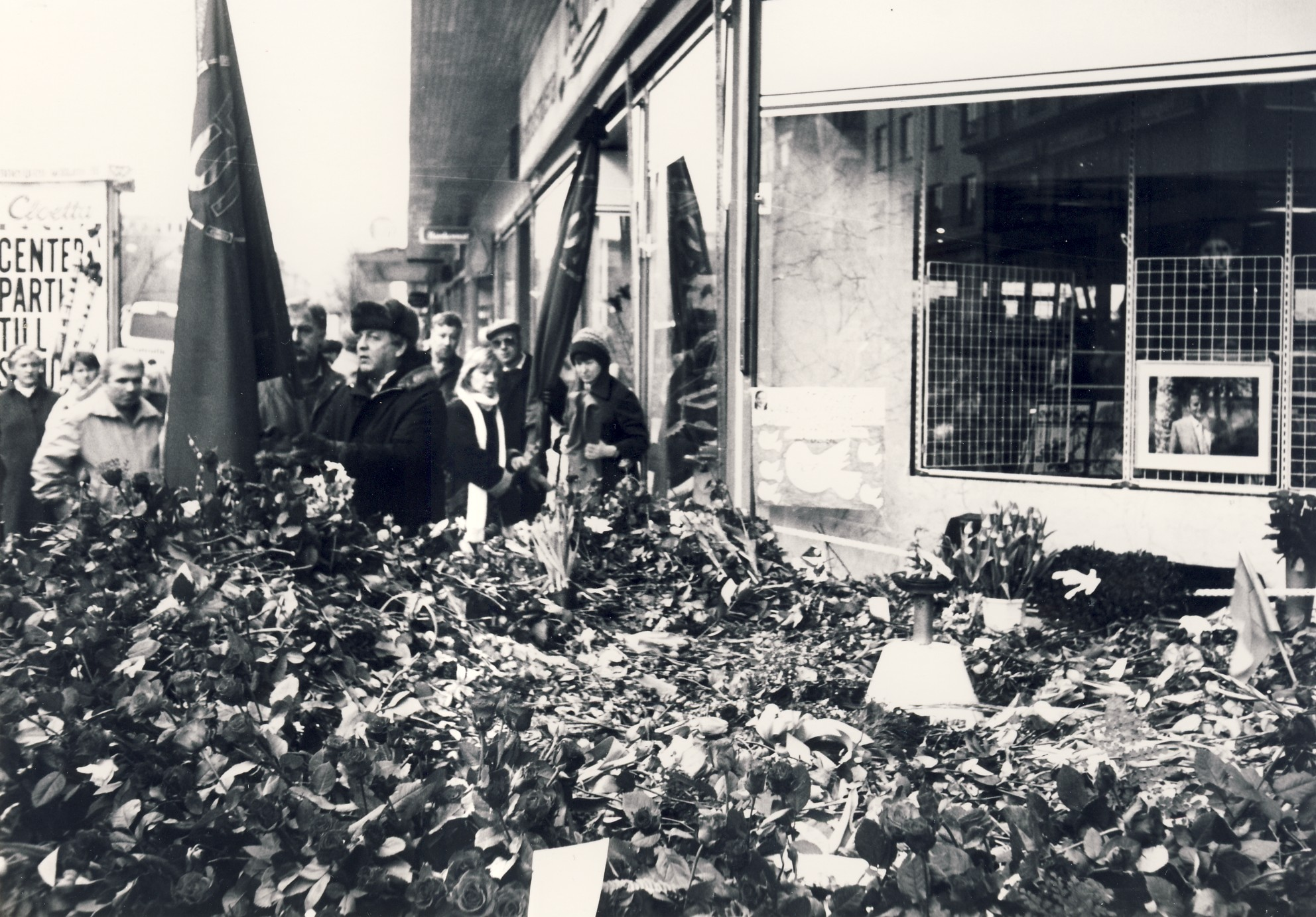
Stockholm im März 1986